# Modunda
Genre
Modunda est un genre d'araignées aranéomorphes de la famille des Salticidae.

## Distribution
Les espèces de ce genre se rencontrent en Asie et en Afrique.

## Liste des espèces
Selon World Spider Catalog (version 20.0, 01/04/2019) :
- Modunda aeneiceps Simon, 1901
- Modunda orientalis Dönitz & Strand, 1906
- Modunda staintoni (O. Pickard-Cambridge, 1872)

## Publication originale
- Simon, 1901 : Histoire naturelle des araignées. Paris, vol. 2, p. 381-668 (intégral).